# Избирательная комиссия Индии
Избирательная комиссия Индии (англ. Election Commission of India) — постоянный и независимый орган, учреждённый Конституцией Индии непосредственно для проведения в стране свободных и справедливых выборов. Статья 324-я Конституции предусматривает, что полномочия по надзору, руководству и контролю за выборами в парламент, законодательные собрания штатов, а также за выборами президента и вице-президента Индии возлагаются на Избирательную комиссию Индии. Таким образом, Избирательная комиссия является общеиндийским органом в том смысле, что она является общей как для центрального правительства, так и для правительств штатов.
Орган управляет выборами в обе палаты индийского парламента (Лок сабха и Раджья сабха), законодательные собрания и законодательные советы штата, а также выборами президента и вице-президента страны. Избирательная комиссия действует в соответствии со статьей 324 Конституции и впоследствии принятым Законом о народном представительстве. В соответствии с Конституцией комиссия имеет полномочия действовать образом, когда принятые законы не содержат достаточных положений для урегулирования данной ситуации при проведении выборов. Являясь конституционным органом, Избирательная комиссия является одним из немногих институтов, которые функционируют как автономно, так и свободно, наряду с высшей судебной властью страны, Союзной комиссией по государственной службе и Контролёром и генеральным аудитором Индии.